# Opistognathus eximius
Opistognathus eximius är en fiskart som först beskrevs av Ogilby, 1908.  Opistognathus eximius ingår i släktet Opistognathus och familjen Opistognathidae. Inga underarter finns listade i Catalogue of Life.